# Svatý Václav
Svatý Václav (em português: São Venceslau) é um filme histórico da Checoslováquia de 1930 sobre São Venceslau, santo padroeiro da República Checa, de Jan S. Kolár. Foi o filme checo mais caro até à data, com o maior cenário construído na Europa para acomodar um elenco de mais de cem elementos, juntamente com 5000 figurantes para as luxuosas cenas de batalha.

## Elenco
- Zdeněk Štěpánek - São Venceslau
- Jan W. Speerger - Boleslau I da Boémia
- Vera Baranovskaya - Ludmila da Boémia
- Dagny Servaes - Drahomíra
- Josef Loskot - Skeř
- Erna Ženíšková - Radmila
- Jan S. Kolár - Borzivógio I da Boémia
- Gustav Svojsík - Metódio
- Jindřich Edl - Idoso
- Josef Rovenský - Bárbaro